# کیگو اوکاوا
کیگو اوکاوا (متولد ۱۱ مارس ۱۹۹۰) یک بازیکن واترپلو از ژاپن است. او عضو تیم ملی واترپلو ژاپن در بازی‌های المپیک تابستانی ۲۰۱۶ بودکه تیم در مرحله گروهی حذف شد.